# Esäkeste soo
Esäkeste soo är ett träsk i sydöstra Estland. Det ligger i landskapet Põlvamaa, 200 km sydost om huvudstaden Tallinn.